# كولتشستر (نيويورك)
كولتشستر (بالإنجليزية: Colchester, New York)‏ هي بلدة أمريكية تقع في الولايات المتحدة في مقاطعة ديلاوير. يقدر عدد سكانها بـ 2,077 نسمة ومساحتها 368.3 كم2 وترتفع عن سطح البحر 728 متر.